# 将棋の渡辺くん
『将棋の渡辺くん』（しょうぎのわたなべくん）は、伊奈めぐみによる日本の漫画作品。『別冊少年マガジン』（講談社）にて2013年6月号より連載中。伊奈の夫であった、将棋棋士の渡辺明の日常を主な題材とした実録漫画。2025年6月時点で単行本の累計部数が60万部を突破している。2025年5月号に掲載された後は不定期連載となっている。
渡辺・伊奈夫妻（当時）の会話やエピソードのほか、一般人とは一風変わった将棋棋士の生活などを描いている。将棋を題材としているものの、実際の対局の棋譜などが登場することは少ない。原則として1話6ページ構成で、一エピソードは2、3ページにまとめられている。
1巻の印税は東日本大震災、2巻の印税は熊本地震の義援金として日本赤十字社へ寄付されていた（2021年3月31日まで）。
2015年と2019年には『週刊少年マガジン』に出張掲載されたこともある。

## 制作背景
本作は、伊奈の漫画家としてのデビュー作である。そもそも伊奈は本連載の前まで漫画を描いたことがなく（ただし本人曰く「いたずら描き」レベルのイラストは時々描いており、渡辺の著書の挿絵を担当したこともある）、個人で運営していたブログ『妻の小言。』を見た講談社の編集者が連載を打診、急遽ミリペンやスクリーントーンの使い方を覚えて連載にこぎつけたという。
結婚前後に美術大学（通信制）の油絵科に通っていたが、デッサンが苦手で卒業後は絵を描いていなかった。そのため、「美大に行っていたなら絵も描けるだろう」という別冊マガジン編集者の予想を裏切って、当初はまったく漫画が描けなかった。連載前に、月一でネームを編集者に見せていたが、30ページ中1ページしか「これなら使える」というレベルに達していなかったという。

## 作品内容
タイトルの『将棋の渡辺くん』について、作者の伊奈はタイトルが『将棋の渡辺くん』に決まった時、正直怪訝に思ったという。しかし、伊集院光さんのラジオで”構成の渡辺くん”という言葉を何度も聞いているうちに、『将棋の渡辺くん』でもいいかなと、ちょっとずつ思えるようになってきたと記述している。
作中において、自宅のシーンでは渡辺一家の服装はほぼ固定されている（ただし渡辺の服装は現実の実態とあまり変わらないらしい）。伊奈の服の背中にはそのエピソード当時の彼女の年齢が数字で書かれていることが多い。
単行本では各話の間に「渡辺くん大長考」と題して、渡辺が読者からの質問に答えるQ&Aコーナーが挟まれる（雑誌掲載時に柱に掲載したものを別ページに分離して収録しているもの）。その中にはライトノベル作家の白鳥士郎が自著『りゅうおうのおしごと!』の取材目的も兼ねて寄せた質問が採用されたこともある。
単行本巻末の奥付には「★この漫画は実在の将棋棋士・渡辺明の日常を描いたノンフィクションです」と書かれているが、作中で「95%は本当、残りの5%のフィクションはわかりやすくするため(例えば息子は現在眼鏡着用だが、連載開始時は着用していなかったため、4巻でも眼鏡なしで書かれている等)」とコメントされている。
なお渡辺と伊奈は2024年に離婚したが、離婚後も同居は続ける予定で、漫画の連載も継続する方針である。

## 登場人物
渡辺くん
将棋棋士の渡辺明その人。伊奈めぐみの夫であった。初登場時は28歳。
棋士としてトップレベルの成績を維持しているのだが、その反面で干支を知らない、降雨の際、部屋が濡れないように洗濯物を外に干したまま窓を閉めるなど、はげしく一般常識に欠けていることが多い。研究熱心であり将棋の流行には非常に敏感だが、ファッション・映画・音楽などをはじめ、世間の流行には全くついていけていない。
ぬいぐるみ愛好家で、2巻の時点では自宅だけで大小合わせて43匹、実家も含めれば100匹以上もコレクションしている。それぞれの「ぬい」には設定が細かく決まっており、その設定はぬい同士で会話しながら決まっていく。妻との結婚前から、実家に「大きな動物のぬいぐるみ」を多数所有しており伊奈を困惑させていた。将棋は父親から、ぬいぐるみは母親からの影響とのこと。
かなりの漫画好きで、「人生の半分は漫画で学んだ」と言い切っている。本棚一面がほぼすべて漫画で埋め尽くされており、本作コミックス第1巻の時点で1282冊である。その一方で、将棋の研究についてはパソコンで行っているため、将棋関係の本は本棚に数冊しかない。
伊奈めぐみ
渡辺明の元妻で、本作品の作者。初登場時は32歳で、将棋の腕はアマ初段。元女流育成会員、詰将棋作家。実兄は棋士の伊奈祐介。2004年4月、渡辺明が19歳のときに、当時23歳の伊奈めぐみと結婚し、同年7月に長男が生まれている。作中では、渡辺くんのボケに対するツッコミを担当している。
柊 (しゅう)
渡辺夫妻の一人息子で、初登場時は小学3年生で、将棋の腕はアマ5級。作中にはあまり登場はしない。

## 書誌情報
- 伊奈めぐみ 『将棋の渡辺くん』 講談社〈ワイドKC〉、既刊8巻（2025年6月9日現在）
  1. 2015年12月9日発売[14]、ISBN 978-4-06-395559-0
  2. 2016年8月9日発売[15]、ISBN 978-4-06-337850-4
  3. 2018年3月9日発売[16]、ISBN 978-4-06-510919-9
  4. 2019年8月9日発売[17]、ISBN 978-4-06-515299-7
  5. 2020年9月9日発売[18]、ISBN 978-4-06-520321-7
  6. 2022年4月8日発売[19]、ISBN 978-4-06-527513-9
  7. 2024年2月8日発売[20]、ISBN 978-4-06-534519-1
  8. 2025年6月9日発売[21]、ISBN 978-4-06-539742-8

## その他
- Youtubeのマガジンチャンネルでボイスコミックとしてアップされている[22]。キャラクターボイス（CV）は渡辺役が服部想之介、伊奈役が辻美優。なお、単行本第7巻発刊の際に渡辺・伊奈夫妻が本人役でCVを担当したことがある[23][24]。
- 小説現代 2024年11月号「特集 将棋と小説」の表紙を伊奈めぐみが担当した。同誌には『将棋の渡辺くん』の特別読み切り！（出張掲載）や、渡辺明九段と岩谷翔吾の対談も掲載された。